# Быстров, Георгий Михайлович
Георгий Михайлович Быстров (23.11.1930 — 11.03.2001) — горновой Череповецкого металлургического завода имени 50-летия СССР, Герой Социалистического Труда (12.05.1977).

## Биография
Родился 23 ноября 1930 года в деревне Дмитриевская Мяксинского района Череповецкого округа.
Окончил школу юнг. В 1948—1954 гг. служил тральщиком мин на Балтийском флоте.
С 1954 г. работал на Череповецком металлургическом заводе: горновой, с 1969 г. старший горновой домны № 4.
Герой Социалистического Труда (12.05.1977). Награждён орденами Трудового Красного Знамени (19.02.1974), «Знак Почёта» (05.09.1965)
Герой картины «Георгий Быстров — старший горновой» (1971), художник Владимир Александрович Ветрогонский.
Семья — жена, сын.
Умер в Череповце 11 марта 2001 года.